# Zona Franca de Manaus

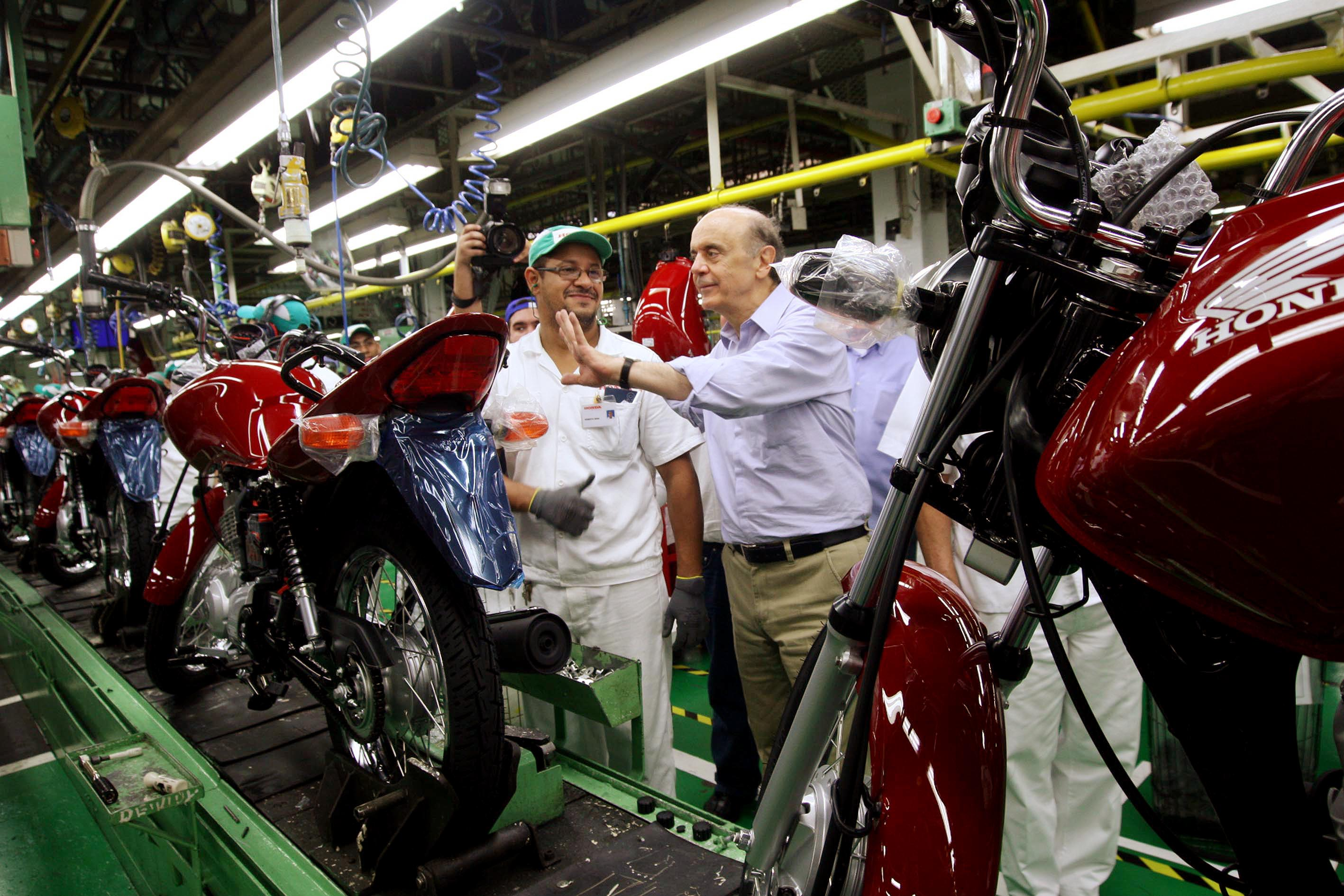
José Serra besucht eine Produktionskette von Honda im Polo Industrial de Manaus.

Die Zona Franca de Manaus, auch Polo Industrial de Manaus genannt, ist ein Industriepark der Stadt Manaus in Brasilien. Sie wurde geschaffen durch das gesetzgebende Dekret Nr. 3.173 des 6. Juli von 1957 welches zehn Jahre später durch das Dekret Nr. 228 des 28. Februar von 1967 ergänzt wurde. Sie wurde mit dem Zweck geschaffen, der industriellen Entwicklung des Amanozas-Gebietes (Amazônia Legal) neue Impulse zu geben. Die Zona Franca de Manaus beherbergt momentan ca. 600 Industrien, die hauptsächlich in den Gebieten der Fernsehtechnik, der Informatik und der Motorräder angesiedelt sind. In den letzten Jahren erhielt die Zona Franca de Manaus neue Impulse durch Steueranreize zur Verbreitung des digitalen Fernsehens in Brasilien.
Die Zona Franca de Manaus besteht aus drei ökonomischen Polen: Kommerz, Industrie und Landwirtschaft. Ersterer hatte bis Ende der 1980er Jahre den größten Zuwachs, als Brasilien eine Politik der ökonomischen Selbständigkeit verfolgte. Der industrielle Pol wird als stützend für die Zona Franca de Manaus angesehen. Die etwa 600 Betriebe generieren vor allem in den Bereichen der Elektrotechnik, der Zweiradindustrie und der Chemie etwa 500.000 Arbeitsplätze. Unter den hergestellten Produkten sind insbesondere vertreten: Handys, Fernsehen, Motorräder und Kühlmittel. Im landwirtschaftlichen Bereich sind Projekte angesiedelt, die sich mit der Produktion von Lebensmitteln befassen. Weiterhin sind hier die Herstellung von Schwimmbadbedarfsartikeln und Schönheitsprodukten sowie die Verarbeitung von Holz angesiedelt.
Insgesamt wächst die Industriezone jährlich. 2012 wurden Gewinne von mehr als 37 Milliarden US$ berechnet. Die Produktion der Industriezone ist zwar hauptsächlich für den brasilianischen Markt bestimmt, aber jährlich werden etwa 5 % nach Lateinamerika, Europa und in die Vereinigten Staaten exportiert.

## Steuervorteile
Die Betriebe der Zona France de Manaus erhalten die folgenden steuerlichen Vorteile:
- Befreiung der Importsteuer (Imposto de importação), sodass die Betriebe frei auch internationalen Güter verarbeiten können;
- Befreiung der Exportsteuer (Imposto de exportação);
- Befreiung der Steuer für industrielle Produkte (Imposto sobre Produtos Industrializados (IPI))
- Ermäßigung der sogenannten ICMS Imposto sobre Circulação de Mercadorias e Serviços;
- Befreiung für zehn Jahre der Grundsteuer (IPTU) sowie der Abgabe für Betriebslizenzen und der Abgabe für öffentliche Sauberkeit.

Insgesamt ist die Industriezone trotz aller steuerlichen Vergünstigungen eine wichtige und wachsende Quelle von staatlichen Einnahmen: Im Jahr 2006 wurden Einnahmen in Höhe von R$ 3,6 Milliarden (eine Zunahme von 71,52 $ gegen 2002) vom Bundesstaat Amazonas (Brasilien) verzeichnet. Ebenfalls wurden Einnahmen von R$ 6,8 Milliarden von der brasilianischen Bundesregierung registriert (ein Zuwachs von 102,86 % gegen 2002).

## Verwaltung
Die Zona France de Manaus wird durch die Superintendência da Zona Franca de Manaus (SUFRAMA) verwaltet. Damit ein neuer Betrieb in der Industriezone ansässig werden kann, muss das Projekt zunächst diesem Organ vorgeführt werden.